# Alternativ dans

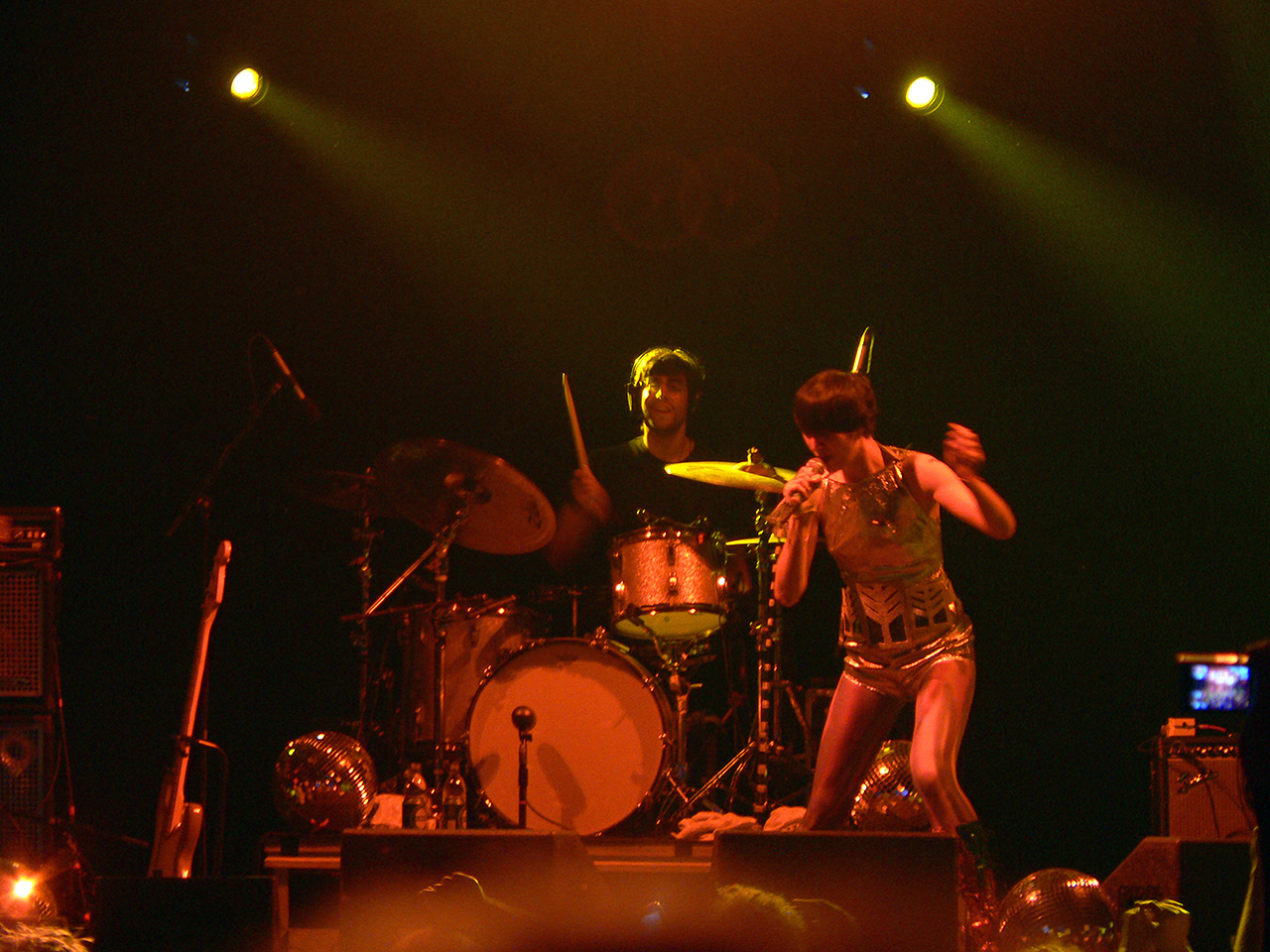
Yeah Yeah Yeahs.

Alternativ dans (engelska: alternative dance, ibland underground dance inom USA) är en musikgenre som kombinerar rock med elektronisk dansmusik. Trots att genren är starkt förknippad med Storbritannien har den fått uppmärksamhet i USA och resten av världen genom grupper som bland andra New Order under 1980-talet och The Prodigy under 1990-talet. Genren har till stor del formats av 80-talets new wave, vilket framgår hos alternativa dance-band som Yeah Yeah Yeahs och The Sounds.